# پالماخ
پالماخ (به عبری: פלמ"ח) نیروهای ضربت و واحد سایرت زبده هگانا، سازمان شبه‌نظامی اصلی یه‌شو (جامعه یهودیان فلسطین پیش از ۱۹۴۸) در دوره قیمومت بریتانیا بر فلسطین بود. پالماخ در ماه مه ۱۹۴۱ تأسیس شد. با شروع جنگ اعراب و اسرائیل در سال ۱۹۴۸، این واحد شامل بیش از ۲۰۰۰ مرد و زن در سه تیپ رزمی و واحدهای کمکی هوایی، دریایی و اطلاعاتی بود. با ایجاد نیروهای دفاعی اسرائیل، سه تیپ پالماخ منحل شدند. این امر و دلایل سیاسی، بسیاری از افسران ارشد پالماخ را در سال ۱۹۵۰ مجبور به استعفا کرد.
پالماخ، فراتر از سهم نظامی خود، سهم قابل توجهی در فرهنگ و منش اسرائیل داشت. اعضای آن سال‌ها ستون فقرات فرماندهی عالی نیروهای دفاعی اسرائیل را تشکیل می‌دادند و در سیاست، ادبیات و فرهنگ اسرائیل برجسته بودند.
- زنان پالماخ در عین گدی، سال ۱۹۴۲
- گروه موسیقی یگان پالماخ، سال ۱۹۴۹ میلادی